# К-331 «Магадан»
| К-331 «Магадан»                                                                       | К-331 «Магадан»                                                             | К-331 «Магадан»                                                             |
| ------------------------------------------------------------------------------------- | --------------------------------------------------------------------------- | --------------------------------------------------------------------------- |
| К-331 «Магадан»                                                                       |                                                                             |                                                                             |
|                                                                                       |                                                                             |                                                                             |
| Російський атомний підводний човен К-331 «Магадан» на параді ВМФ у Владивостоці. 2009 |                                                                             |                                                                             |
| Верф                                                                                  | завод № 199, Комсомольськ-на-Амурі                                          | завод № 199, Комсомольськ-на-Амурі                                          |
| Під прапором                                                                          | СРСР Росія                                                                  | СРСР Росія                                                                  |
| Належність                                                                            | Військово-морський флот СРСР · Військово-морські сили Російської Федерації  | Військово-морський флот СРСР · Військово-морські сили Російської Федерації  |
| Порт приписки                                                                         | Бухта Крашеніннікова, Вілючинськ                                            | Бухта Крашеніннікова, Вілючинськ                                            |
| На честь                                                                              | Магадан                                                                     | Магадан                                                                     |
| Закладений                                                                            | 28 грудня 1989                                                              | 28 грудня 1989                                                              |
| Спуск на воду                                                                         | 23 червня 1990                                                              | 23 червня 1990                                                              |
| Введений до складу флоту                                                              | 31 грудня 1990                                                              | 31 грудня 1990                                                              |
| Перейменований                                                                        | з 13 квітня 1993 року — «Нарвал», з 24 січня 2001 року — «Магадан»          | з 13 квітня 1993 року — «Нарвал», з 24 січня 2001 року — «Магадан»          |
| На службі                                                                             | з 1990                                                                      | з 1990                                                                      |
| Сучасний статус                                                                       | у строю                                                                     | у строю                                                                     |
| Бойовий досвід                                                                        | Друга холодна війна                                                         | Друга холодна війна                                                         |
| Проєкт                                                                                |                                                                             |                                                                             |
| Тип ПЧ                                                                                | багатоцільовий атомний підводний човен                                      | багатоцільовий атомний підводний човен                                      |
| Розробник проєкту                                                                     | СПМБМ «Малахіт»                                                             | СПМБМ «Малахіт»                                                             |
| Класифікація НАТО                                                                     | Akula-II                                                                    | Akula-II                                                                    |
| Основні характеристики                                                                |                                                                             |                                                                             |
| Швидкість (надводна)                                                                  | 16,5 вузлів (30,5 км/год)                                                   | 16,5 вузлів (30,5 км/год)                                                   |
| Швидкість (підводна)                                                                  | 27 вузлів (50 км/год)                                                       | 27 вузлів (50 км/год)                                                       |
| Робоча глибина занурення                                                              | 520 м                                                                       | 520 м                                                                       |
| Гранична глибина занурення                                                            | 600 м                                                                       | 600 м                                                                       |
| Автономність плавання                                                                 | 100 діб                                                                     | 100 діб                                                                     |
| Екіпаж                                                                                | 73 особи                                                                    | 73 особи                                                                    |
| Розміри                                                                               |                                                                             |                                                                             |
| Довжина найбільша (по КВЛ)                                                            | 110,3 м                                                                     | 110,3 м                                                                     |
| Ширина корпусу найб.                                                                  | 13,6 м                                                                      | 13,6 м                                                                      |
| Середня осадка (по КВЛ)                                                               | 9,6 м                                                                       | 9,6 м                                                                       |
| Водотоннажність надводна                                                              | 8 140 т                                                                     | 8 140 т                                                                     |
| Водотоннажність підводна                                                              | 12 770 т                                                                    | 12 770 т                                                                    |
| Силова установка                                                                      |                                                                             |                                                                             |
| Атомна: 1 × ядерний ректор ОК-650Б3                                                   |                                                                             |                                                                             |
| Гвинти                                                                                | 2                                                                           | 2                                                                           |
| Потужність                                                                            | 190 МВт                                                                     | 190 МВт                                                                     |
| Озброєння                                                                             |                                                                             |                                                                             |
| Торпедно- мінне озброєння                                                             | 4 × 650-мм торпедні апарати (12 торпед) і 4 × 533-мм ТА калібру (28 торпед) | 4 × 650-мм торпедні апарати (12 торпед) і 4 × 533-мм ТА калібру (28 торпед) |
| Ракетне озброєння                                                                     | ракетний комплекс морського базування РК-55 «Гранат»                        | ракетний комплекс морського базування РК-55 «Гранат»                        |
| ППО                                                                                   | ПЗРК «Стріла-3М»                                                            | ПЗРК «Стріла-3М»                                                            |

К-331 «Магадан» (рос. К-331 «Магадан») — радянський/російський багатоцільовий атомний підводний човен проєкту 971У «Щука-Б». Закладений 28 грудня 1989 року під назвою К-419 на заводі заводі № 199 у Комсомольськ-на-Амурі під заводським номером 515. 23 червня 1990 року спущений на воду. 31 грудня 1990 року включений до складу входить до складу 45-ї дивізії підводних човнів Тихоокеанського флоту Росії. 24 січня 2001 року отримав назву «Кузбас».

## Історія служби
14 березня 1991 року ПЧ був зарахований до складу 45-ї дивізії підводних човнів 2-Ї флотилії підводних човнів Тихоокеанського флоту, яка базувалася в бухті Крашенінникова.
24 вересня 1991 року прибув на постійну дислокацію в бухту Крашенінникова.
З 8 вересня по 22 листопада 1992 року виконував завдання першої бойової служби в Охотському морі.
У грудні 1992 року за підсумками бойової служби отримав премію Головного комітету ВМФ за пошук і стеження за іноземним підводним човном і був визнаний найкращим човном у ВМФ.
13 квітня 1993 року він був перейменований у «Нарвал».
З 21 червня по 21 серпня 1993 року ПЧ проходив свою другу військову службу біля західного узбережжя Сполучених Штатів у Тихому океані.
8 жовтня 1996 року К-331 «Нарвал» вийшов у третій похід. Під час служби сталася технічна поломка, тому човен повернувся на базу в бухту Крашенінникова.
З жовтня по листопад 1997 року проходив бойову службу з К-295 «Самара».
У 1998 році був переведений в 10-ту дивізію підводних човнів 2-ї флотилії підводних човнів Тихоокеанського флоту.
24 січня 2001 року наказом командувача Тихоокеанського флоту човну присвоєно назву «Магадан».
У червні 2015 року він прибув на територію Далекосхідного заводу «Звєзда» у місті Великий Камінь в очікуванні чергового ремонту.
10 жовтня 2019 року було прийнято рішення замість К-322 «Кашалот» передати в оренду Індії К-331 «Магадан». Передача, після ремонту та модернізації, в оренду ВМС Індії була запланована на 2022 рік.